# Cometa McNaught

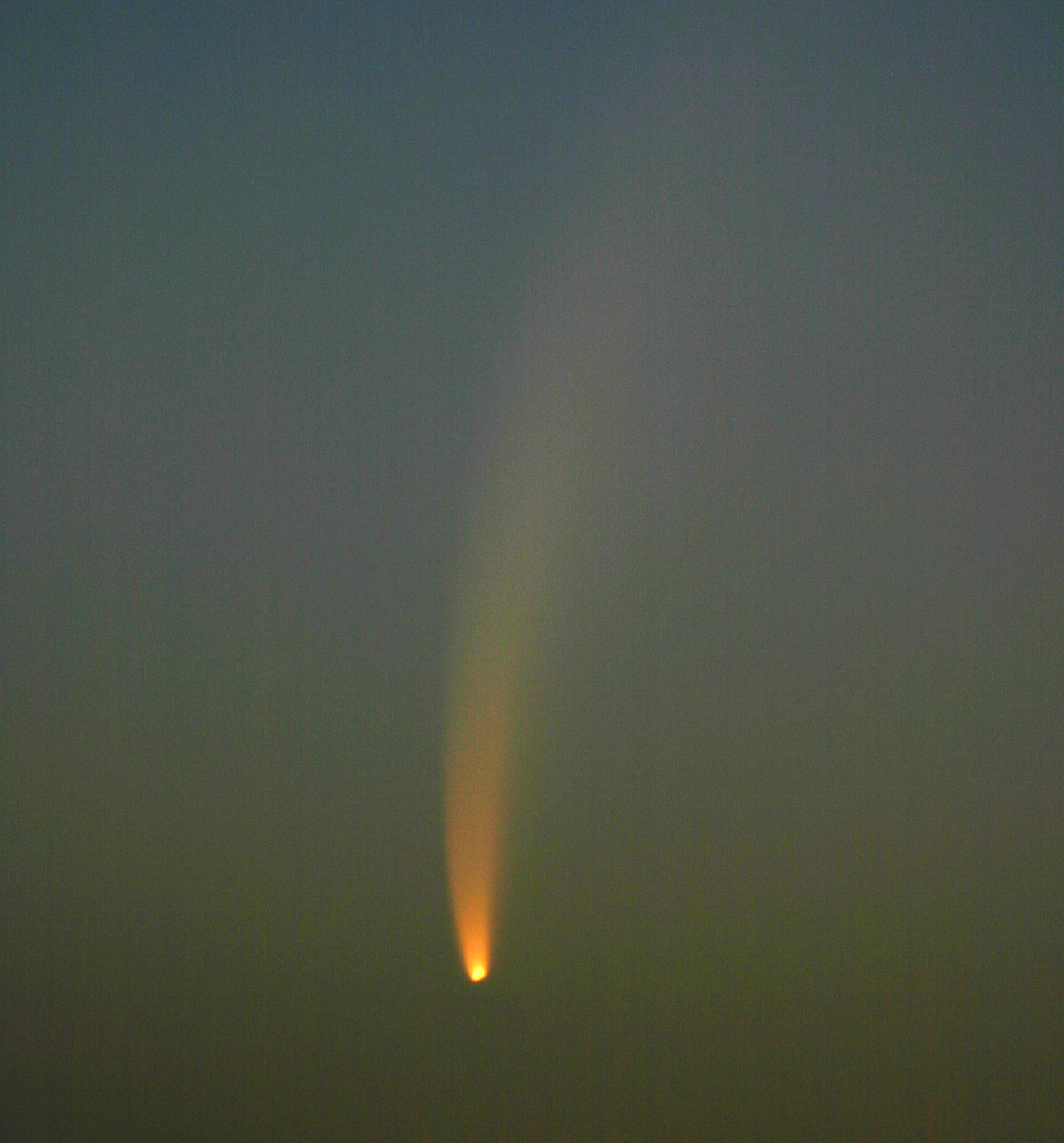
Cometa McNaught

Cometa McNaught este o cometă care a fost descoperită la 7 august 2006, în Australia, de către astronomul Robert H. McNaught. Numele official al cometei este (C/2006 P1). Mai este cunoscută și sub numele de Marea Cometă din 2007.
Cometa McNaught a trecut la periheliu la 27 ianuarie 2007 și a devenit vizibilă cu ochiul liber, în apropiere de Venus și de constelațiile Vulturul și Ophiuchus la apusul soarelui în emisfera nordică. Cometa a atins magnitudinea aparentă de -2. La începutul lui 2007 a devenit una dintre cele mai strălucitoare  din ultimele decenii, și a fost observată în emisfera sudică atât din orașe cât și din observatoare astronomice. 